# Slependen (przystanek kolejowy)
Slependen – stacja kolejowa w Slependen, w regionie Akershus w Norwegii, jest oddalony od Oslo Sentralstasjon o 15,82 km. W roku 1993 przystanek przeniesiono 400 m w kierunku Sandvika.

## Ruch pasażerski
Leży na linii Drammenbanen. Jest elementem  kolei aglomeracyjnej w Oslo. Przez stację przebiegają pociągi linii 400.  Stacja obsługuje Oslo Sentralstasjon, Drammen, Asker, Lillestrøm i Skøyen.
- Pociągi linii 400 odjeżdżają co pół godziny w szczycie i co godzinę w pozostałych porach dnia; od Asker jadą trasą Askerbanen a między Oslo a Lillestrøm jadą trasą Gardermobanen[2].

## Obsługa pasażerów
Wiata, automat biletowy, parking na 76 miejsca, parking rowerowy. Odprawa podróżnych odbywa się w pociągu.